# San Juan Tamazola
San Juan Tamazola är en kommun i Mexiko.   Den ligger i delstaten Oaxaca, i den sydöstra delen av landet, 300 km sydost om huvudstaden Mexico City.
Följande samhällen finns i San Juan Tamazola:
- San Juan Monte Flor
- Llano del Par